# Męcina
Męcina est une localité polonaise de la gmina et du powiat de Limanowa en voïvodie de Petite-Pologne.